# TvN
tvN је јужнокорејска претплатничка телевизијска мрежа чији је власник CJ ENM. Емитује разне забавне садржаје са фокусом на телевизијске серије.

## Лого
- 2006—2008.
- 2008—2012.
- 2012—2021.
- 2021—данас